# Затоплені селища на Дніпрі (1930-ті роки)

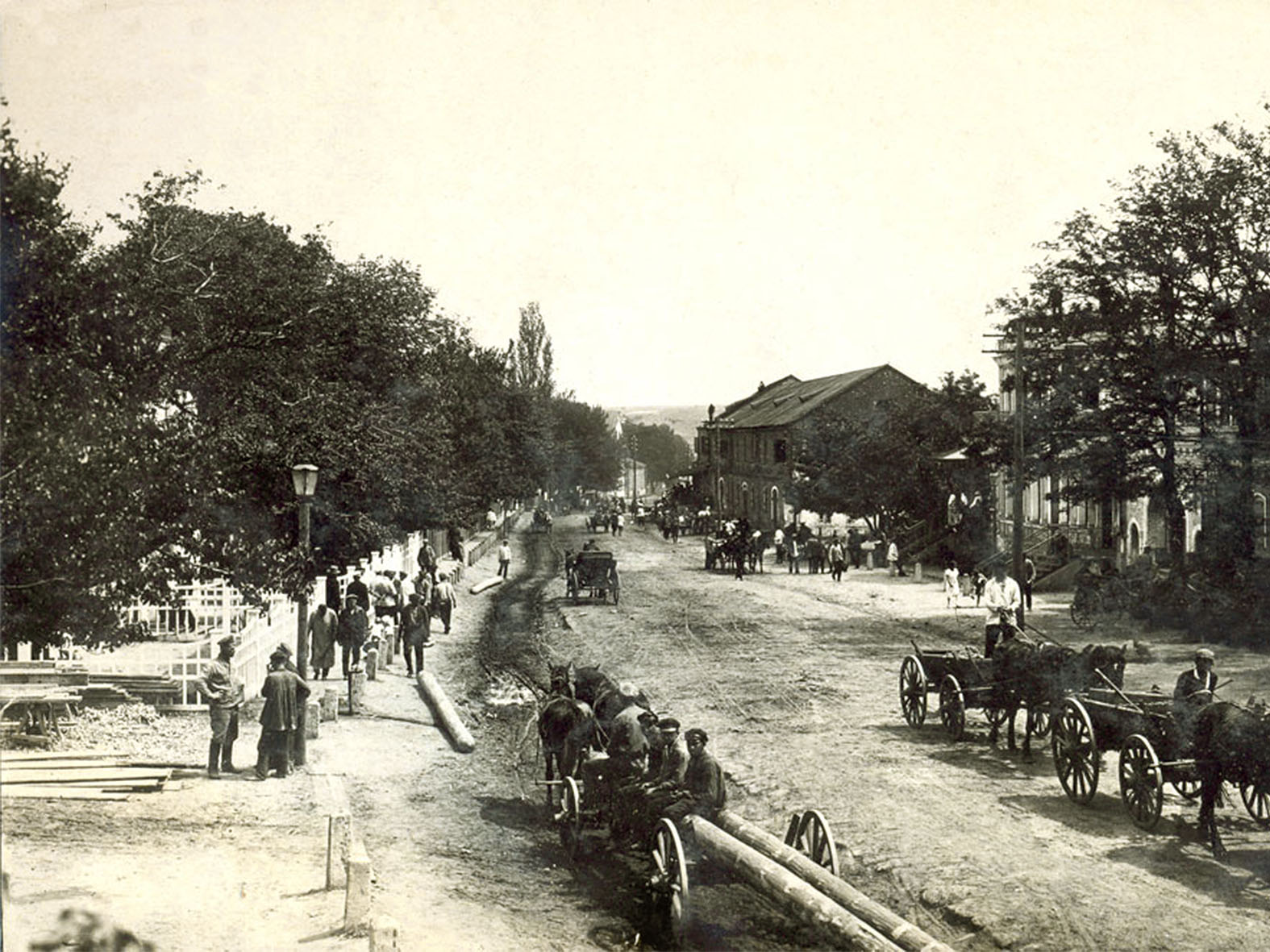
Колонія Айнлаге-Кічкас до затоплення, 1927

Затоплені селища на Дніпрі — населені пункти, які повністю або частково зникли під водою водосховища після введення в експлуатацію Дніпрогесу в 1931—1932 роках.

## Будівництво Дніпрогесу
15 березня 1927 року символічним встановленням червоного прапору на розбитій скелі під назвою «Любов» на березі Дніпра дніпробудівці оголосили про початок будівництва електростанції. Щоправда, урочисте закладання Дніпрогесу відбулося 8 листопада, у річницю Жовтневого перевороту.
До середини літа 1931 року звели всі бички греблі Дніпрогесу. Коли закрили гребінки греблі, почалося підняття рівня води Дніпра.
Перший гідроагрегат введено в експлуатацію 10 жовтня 1932 року.
1 травня 1933 року перші пароплави, вільно подолавши відстань від Дніпропетровська до Запоріжжя, пройшли відкритим шлюзом. Нарешті, 1934 року вода у водосховищі піднялася до проектного рівня. На місці затоплення утворилося Дніпровське водосховище максимальною глибиною 53 м і шириною — до 3,2 км.
|                                |                                    |
| Зруйнована скеля «Любов», 1929 | Будівництво Дніпровської ГЕС, 1930 |

## Надпоріжжя під час будівництва Дніпрогесу

Постер до агітфільму «Вітер з порогів»

1927 року у СРСР розпочалася широка пропаганда Дніпробуду, як туристичного об'єкту. Це спричинило справжній туристичний бум. Журналіст загальносоюзного журналу за 1929 рік повідомляв: «Не сотнями, а тисячами ведеться рахунок екскурсантам, що з усіх кінців радянської країни стікаються на Дніпробуд. Протягом травневих днів база обслужила 15 000 екскурсантів. За ті сім звичайних трудових червневих днів, які я прожив на Дніпробуді, тут побувало не менше 5 000 екскурсантів».
Водночас спостерігався сплеск цікавості до порогів, запорозької старовини, побуту прибережних лоцманських і рибальських поселень. З метою більш детального вивчення Надпорожжя науковці організували кілька експедицій А 1928 року Д. Яворницький підготував фотоальбом «Дніпрові пороги».
Неабиякою популярністю у ті роки користувалися подорожі через пороги на «дубах» у супроводі досвідчених лоцманів.
Романтизації історичного минулого радянська влада протиставила масштабну контрпропаганду. Пропагандисти називали Дніпровські пороги «гордістю щирих українських націоналістів». У своєму репортажі радянські письменники Дмитро Бузько та Ґео Шкурупій стверджували, що «облудлива» «романтика Запорозької Січі, романтика козацьких боїв та переходів» «вже змалку отруює наш мозок».
Екскурсійну програму організовували так, щоби туристи відчули контраст між минулим і майбутнім. До минулого, яке має зникнути, відносилися «скелясті береги, похмуре громаддя порогів, пустельні степи». 
Путівники тих часів попереджали:
|  | Як тільки закують в ланцюги Дніпро, — усі мальовничі села.., все давнє, овіяне легендами і героїзмом, туманне минуле кріпацтва і поміщицького розгулу, всі пороги, справедливо прозвані прокляттям природи, будуть залиті водою і нестримним потоком енергії в 650,000 сил. |

Образ майбутнього — приборкані води Дніпра, які «силою падіння рухатимуть найпотужніші в світі турбіни», сам Дніпрогес і гіганти-заводи.
Про злам епох, протистояння старого і нового розповідали агітфільми. 1929 року вийшла стрічка  режисера А. Кордюма «Вітер з порогів» («Останній лоцман»). У картині лоцман Остап Ковбань зображений як негативний персонаж, який не хоче миритися зі змінами звичного укладу великої родини, затопленням порогів і батьківської хати, а тому наважується на диверсію. Щоправда сам режисер не зміг приховати свій біль і ностальгію за порогами і прибережними селами, які зникли під водами Дніпра.
|                                                                          |                                |
| Під час будівництва електростанції спостерігався масовий наплив туристів | Село Вовніги перед затопленням |

## Затоплення населених пунктів
Спорудження греблі призвело до підняття води і затоплення значних територій на обох берегах. У наслідок підйому води у верхньому б'єфі Дніпра було затоплено 16 тис. га землі на обох берегах. Смуга затоплення довжиною 155,75 км пролягла від Кічкасу до Верхньодніпровська й охопила десять районів Запорізької і Дніпропетровської округ. Під водою опинилося 56 населених пунктів, з яких 14 були затоплені повністю, а 42 — частково.
Питаннями, пов'язаними із відселенням людей, займався спеціально створений відділ відчужень. За відчужене майно переселенцям виплатили 6969 тис. карбованців компенсацій.

### Перелік затоплених поселень
у Запорізькій області:
| Затоплені села на правому березі: - Августинівка, - Володимирівка, - Кічкас, - Новоолександрівка, - Аврамівка, - Федорівка, - Чернявське, | на лівому березі: - Андріївка, - Павло-Кічкас, - Михайлівка, - Петро-Свистунове, - інші, в яких затоплювалися по декілька дворів. |

у Дніпропетровській області:
| Затоплені села на правому березі: - Військове, - Вовніги, - Волоське, - Лоцманська Кам'янка, - Микільське, - Ново-Олександрівка, - Чернявська, - Ямбург; | на лівому березі: - Василівка, - Вороне, - Марьївка, - Михайлівка, - Олексіївка, - Чаплі, - інші, в яких затоплювалися по декілька дворів. |

## Затоплення Дніпровських порогів
У другій половині літа 1931 року перша стадія затоплення чаші водосховища стала позначатися на Вільному порозі. Наприкінці 1931 року повністю затопило пороги Вільний і Лишній. У 1932 року були затоплені Будилівський, Вовнизький, Ненаситецький і наполовину Лоханський пороги. У 1933 року зникли Лоханський і Сурський, і наполовину був затоплений останній поріг — Кодацький.

## Затоплення сіл у 1954—1961
У наступні роки уздовж Дніпра затопили ще кількадесят поселень. Так, під час будівництва Кременчуцької ГЕС у 1954—1961 роках під водами Дніпра опинилося 25 населених пунктів.